# Dellamora pubescens
Dellamora pubescens es una especie de coleóptero de la familia Mordellidae.

## Distribución geográfica
Habita en Mindanao (Filipinas).